# La figlia del capitano (miniserie televisiva 2012)
La figlia del capitano è una miniserie televisiva italiana, trasmessa su Rai 1 il 9 e il 10 gennaio 2012, e che vede nel cast Primo Reggiani, Vanessa Hessler, Ludovico Fremont ed Edwige Fenech, quest'ultima nei panni della zarina Caterina II di Russia (ma anche co-produttrice del progetto). Fiction tratta dal racconto di Aleksandr Sergeevič Puškin.

## Trama
Nella Russia della seconda metà del Settecento, Pëtr Grinev è un viziato aristocratico che per punizione viene inviato dal padre in un avamposto di frontiera ai confini dell'Impero. La vita per lui non sarà facilissima nella nuova situazione, ma gli dà modo di innamorarsi di Maša, la bella figlia del capitano della guarnigione. È un amore che non avrà vita facile, visto che subirà i disturbi del giovane ufficiale Svabrin, anch'egli innamorato di Maša. Nel frattempo inizia la rivolta dei cosacchi, guidata dal crudele Pugacev.
Nel secondo ed ultimo episodio, Pëtr si separa da Maša e cerca di avvisare l'esercito russo del prossimo arrivo di Pugacëv, il cui consenso popolare è sempre crescente. Mentre gli eventi precipiteranno, Pëtr tenterà di salvare non solo la patria, ma anche la ragazza che ama.

## Ascolti
| nº | Data            | Telespettatori | Share  |
| -- | --------------- | -------------- | ------ |
| 1  | 9 gennaio 2012  | 5.656.000      | 19,98% |
| 2  | 10 gennaio 2012 | 5.549.000      | 20,07% |